# Hans Lieber

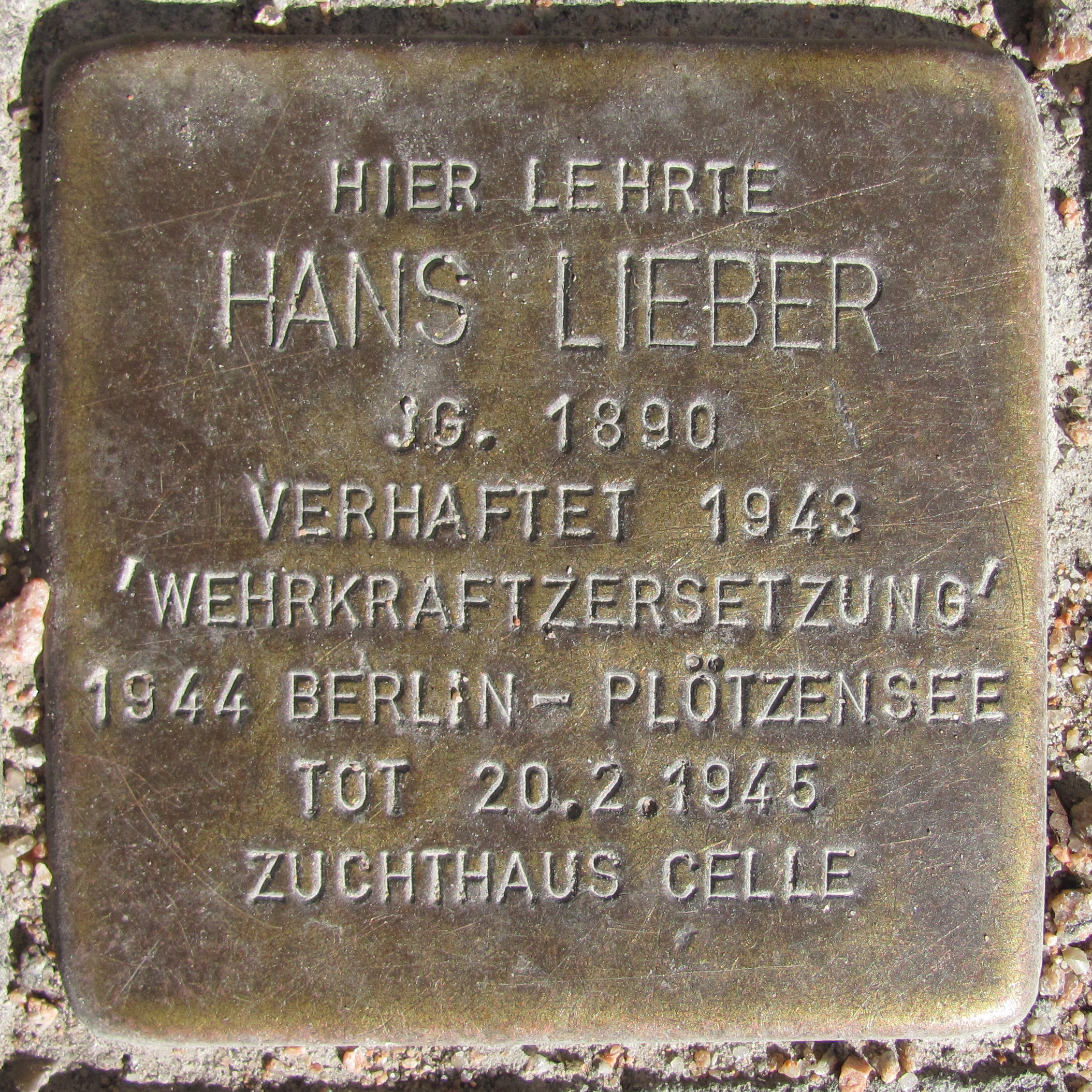
Stolperstein vor der Von-Essen-Straße 82

Hans Lieber (* 29. April 1890 in Hamburg; † 20. Februar 1945 im Zuchthaus Celle) war ein deutscher Volksschullehrer. Er wurde ein Opfer des Nationalsozialismus, nachdem er vor einer Schulklasse wehrkraftzersetzende Äußerungen getätigt hatte.

## Leben
Hans Lieber stammte aus kleinbürgerlichen Verhältnissen. Nach seinem Schulabschluss besuchte er ab 1905 das Lehrerseminar und wurde schließlich 1911 zunächst Hilfslehrer. 1915 bekam er eine Festanstellung an der Volksschule Von-Essen-Straße in Hamburg-Nord und wurde damit Volksschullehrer. Im gleichen Jahr wurde er Soldat und diente ein halbes Jahr im Ersten Weltkrieg. Ein Granatensplitter verletzte ihn am Arm, wodurch er dieser eine Zeitlang gelähmt war. Er trat seine Lehrerstelle wieder an und unterrichtete Englisch, Biologie und Chemie. Gewerkschaftlich war er in der Lehrergewerkschaft Gesellschaft der Freunde des vaterländischen Schul- und Erziehungswesens organisiert, die sozialdemokratisch orientiert war. Nachdem er von seiner Weltkriegsverletzung weitestgehend genesen war, entdeckte er Sport als Hobby und als Unterrichtsfach. Er engagierte sich daher ehrenamtlich als Vorsitzender im Festausschuss des Hamburger Turnerbunds von 1862. Des Weiteren engagierte er sich als Reiseleiter der Pädagogischen Vereinigung von 1905.
Nach der Machtergreifung trat er berufsbedingt in den Nationalsozialistischen Lehrerbund (NSLB) und dem NS-Reichsbund für Leibesübungen bei. Zudem arbeitete er ehrenamtlich für die Organisation Kraft durch Freude, in der er als Wanderführer engagiert war. Am 13. Dezember 1937 beantragte er die Aufnahme in die NSDAP und wurde rückwirkend zum 1. Mai desselben Jahres aufgenommen (Mitgliedsnummer 5.271.267). Dies laut seinen Nachrufen vor allem als Schutzsuchender, da er im Kollegium durch seine ironischen und spöttischen Kommentare zu den Nationalsozialisten auffiel.
1941 wurde er im Rahmen der Kinderlandverschickung mit seiner Schulklasse nach Oberbayern verschickt. Sowohl seine Dienststelle, die während der Verschickung kriegswichtigen Zwecken diente, als auch seine Wohnung wurden im Sommer 1943 während seiner Abwesenheit bombardiert und brannten aus. Etwas später kehrte Lieber aus Oberbayern zurück und wurde Vertrauenslehrer für Luftwaffenhelfer im Kreis Harburg. Seine Schüler waren Flakhelfer und bedienten die schweren Geschütze. Im Winter 1943/44 ließ er sich zu der Bemerkung hinreißen „Ob wir den Krieg gewinnen, wird sich erst am Ende zeigen“. Dazu setzte er fort: „Wenn die Engländer zurückgehen, ist das eine Niederlage; wenn wir zurückgehen ist das eine Absetzbewegung“. Die Äußerung wurde dem Leutnant der Luftwaffe zugetragen, der sie wiederum weiter an die zuständige Gestapo-Stelle gibt.
Lieber wurde am 16. Dezember 1943 verhaftet und zunächst im Polizeigefängnis Fuhlsbüttel inhaftiert.  Während der Haftzeit nahm er stark ab und unternahm mindestens einen Selbstmordversuch. Am 7. April 1944 wurde er ins Strafgefängnis Berlin-Plötzensee verlegt. Am 26. Juli 1944 wurde er schließlich vom Volksgerichtshof wegen Wehrkraftzersetzung zu vier Jahren Zuchthaus verurteilt, die er im Zuchthaus Celle absitzen soll. Am 22. Februar 1945 verstarb er dort in Folge einer Kreislaufschwäche.

## Erinnerung
Nach dem Ende des Zweiten Weltkriegs wurde Liebers Urne auf dem Friedhof Ohlsdorf beigesetzt, Der damalige Schulleiter der  Volksschule Von-Essen-Straße hielt eine kurze Ansprache. Heute erinnert ein Stolperstein vor seiner ehemaligen Schule in der Von-Essen-Straße 82 an sein Schicksal.